# Mennevret
Mennevret es una comuna francesa situada en el departamento de Aisne, de la región de Alta Francia.

## Geografía
Está ubicada a 30 km al noroeste de Vervins.

## Demografía
| 792 | 770 | 703 | 649 | 656 | 653 | 667 | 631 |
| Para los censos de 1962 a 1999 la población legal corresponde a la población sin duplicidades (Fuente: INSEE [Consultar]) |     |     |     |     |     |     |     |